# Origné
Origné là một xã thuộc tỉnh Mayenne trong vùng Pays de la Loire tây bắc  nước Pháp. Xã này nằm ở khu vực có độ cao trung bình 100 mét trên mực nước biển.